# Comoara
Comoara – wieś w Rumunii, w okręgu Teleorman, w gminie Drăgănești-Vlașca. W 2011 roku liczyła 551 mieszkańców.